# Loi sur l'Afrique du Sud de 1909
Lire en ligne

Texte intégral en anglais

Loi sur la Constitution de la République d'Afrique du Sud de 1961
La Loi sur l'Afrique du Sud de 1909 (en anglais et officiellement : South Africa Act, 1909) est une loi constitutionnelle du Parlement britannique qui crée l'union d'Afrique du Sud en unifiant les colonies britanniques du Cap, du Natal, de la rivière Orange et du Transvaal. Elle prévoyait également l'admission de la Rhodésie comme cinquième province de l'Union dans un futur proche, mais les Rhodésiens rejettent cette option par référendum en 1922. Elle est amendée en 1934 (en) et sert de première constitution à l'Afrique du Sud, jusqu'en 1961. 
Elle a influencé l'armature des futurs constitutions sud-africaines de 1961, 1983, 1993 et 1996. Elle constitue la troisième loi adoptée par le Parlement britannique afin d'unir politiquement des colonies et de leur donner un certain niveau de souveraineté avec le statut de dominion, et ce, après l'Acte de l'Amérique du Nord britannique de 1867 qui donne naissance au Dominion du Canada et la Loi constitutionnelle de 1900 sur le Commonwealth d'Australie qui fédère les colonies australiennes.

## Historique

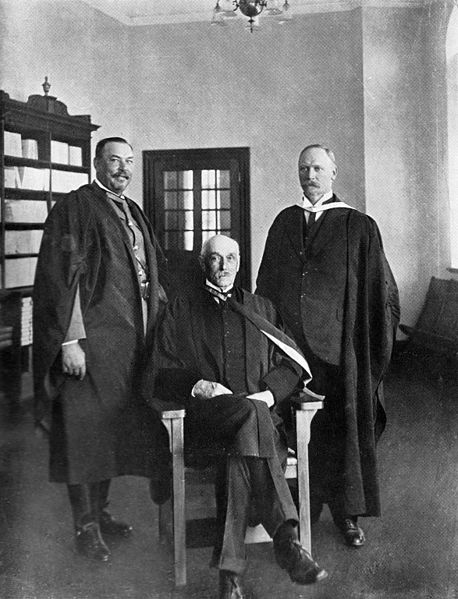
Louis Botha, John X. Merriman et Jan Smuts, les 3 principaux pères fondateurs de l'Afrique du Sud lors de la convention nationale de 1908-1909.

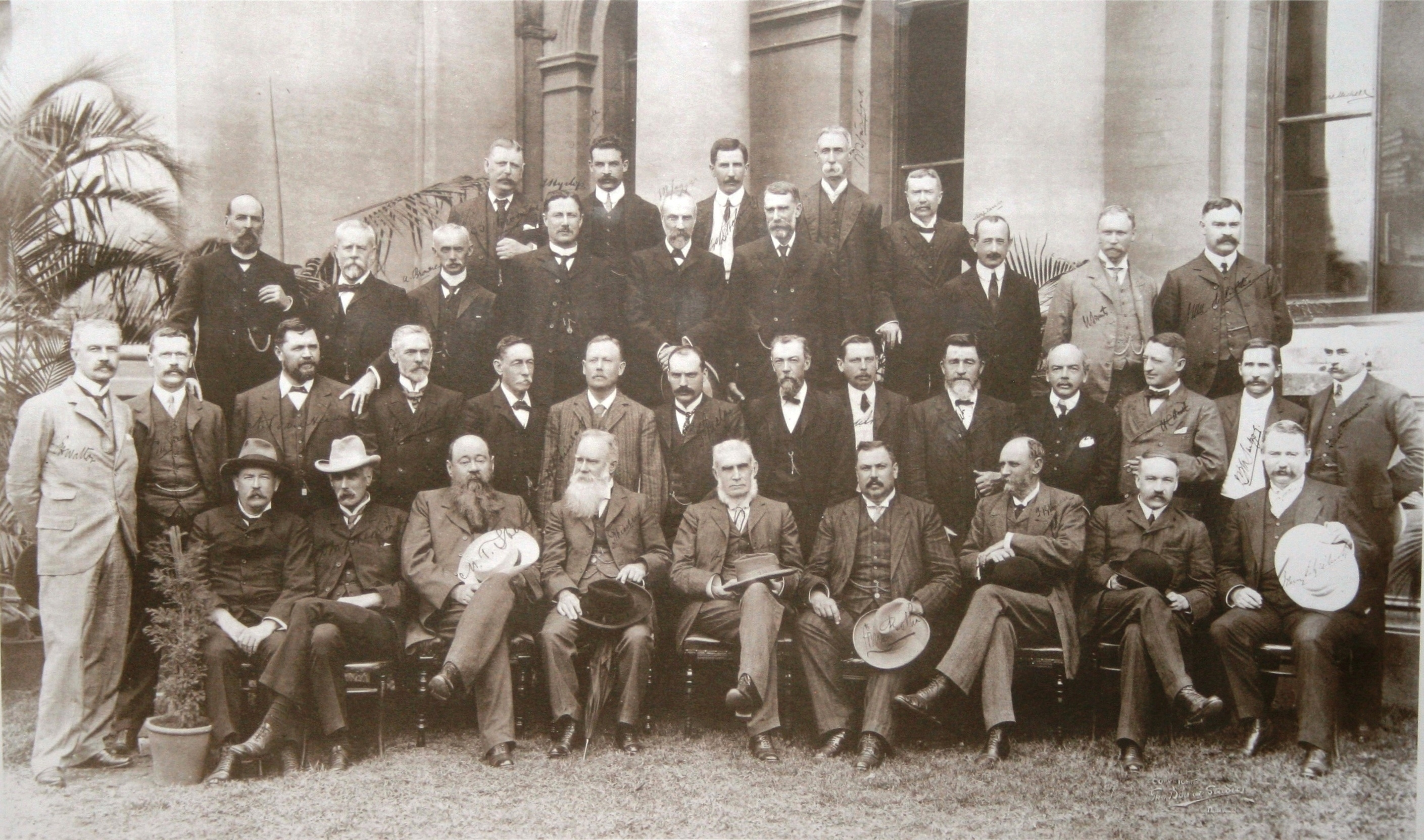
La convention nationale de 1908 : Rangée du haut (gauche à droite) — Mr. G. T. Plowman; Dr W. E. Bok; Mr. G. R. Hofmeyr; Col. W. E. M. Stanford; Hon. Charles Coghlan.
deuxième rang — Gen. Koos de la Rey; Hon. W. B. Morcom; Hon. A. Browne; Mr. T. Hyslop; Mr. J. W. Jagger; Hon. C. G. Smythe; Sir Geo. H. Farrar; Hon. Gen. Jan Smuts; Mr. A. M. N. de Villiers.
troisième rang — Hon. E. H. Walton; Hon. Col. E. M. Greene.; Mr. Hercules Christiaan van Heerden; Dr J. H. M. Beck; Mr. G. H. Maasdorp; Mr. H. L. Lindsay; Hon. François Stephanus Malan; Gen. Schalk Willem Burger; Hon. Dr. Thomas Smartt; Hon. Gen. Christiaan de Wet; Rt. Hon. Dr. Leander S. Jameson; Hon. H. C. Hull; Hon. Gen. James Barry Hertzog; Mr. E. F. Kilpin.
Rangée du bas — Hon. Jacobus Wilhelmus Sauer; Rt. Hon. John X. Merriman; Hon. Marthinus Theunis Steyn (Vice-President); Hon. Abraham Fischer; Rt. Hon. Sir J. H. de Villiers (President); Gen. the Rt. Hon. Louis Botha; Rt. Hon. Frederick Robert Moor; Sir W. H. Milton; Sir James Percy FitzPatrick. (absent : Sir Lewis Michell).

Au lendemain de la seconde guerre des Boers (1899-1902), la Grande-Bretagne avait annexé les républiques boers du Transvaal et de l'État libre d'Orange, jusqu'alors indépendantes. Ces nouveaux territoires étaient conjointement gérés par la Grande-Bretagne au côté de ses colonies britanniques du Cap et du Natal. Sur les modèles canadiens et australiens, le gouvernement britannique avait décidé de créer une union étroite entre ces 4 colonies, après l'octroi de formation gouvernementale pour le Transvaal et pour la colonie de la rivière Orange en 1907. Cette volonté coïncidait avec les aspirations des populations boers. 
Une Convention nationale comprenant 30 délégués fut réunie à Durban le 12 octobre 1908. Jan Smuts était dans la délégation des 8 représentants du Transvaal, James Barry Munnik Hertzog, Marthinus Steyn dans celle des 5 représentants de l'Orange et Jan Hendrik Hofmeyr et John X. Merriman dans celle des 12 représentants du Cap. Au total de ces 30 délégués il fallait ajouter 3 observateurs de la Rhodésie du Sud. Les partis au pouvoir et ceux d'opposition se trouvaient à égalité (15 pour les partis au pouvoir au Transvaal, au Cap et dans l'Orange, 8 pour leurs minorités parlementaires, 2 pour les indépendants du Cap et 5 pour le Natal). Au bout de 3 sessions qui se tinrent, après Durban, à Bloemfontein et au Cap, la convention acheva ses travaux le 11 mai 1909. Les assemblées du Transvaal et de l'Orange approuvèrent à l'unanimité le projet d'union. Au Cap, il n'y eut que deux voix contre alors qu'au Natal un référendum fut organisé. Sur fonds d'abstention élevée à 42 %, les 3/4 des électeurs donnèrent leur assentiment.
La présente convention établissait les conditions d'une union gouvernementale, législative et économique. Ces propositions furent transmises au gouvernement britannique, qui prépara un projet de loi visant à donner effet à ces souhaits. Des représentants des Bantous et des Métis vinrent à Londres exposer leurs doléances sous la conduite de William Philip Schreiner, ancien premier ministre de la colonie du Cap.
Le projet de loi, instituant en Afrique du Sud un régime parlementaire sur le modèle de Westminster, fut voté par le Parlement le 20 septembre 1909, d'abord sans aucune réserve par la Chambre des lords. À la suite de ce vote, le roi Edward VII proclama la formation de l'Union de l'Afrique du Sud pour le 31 mai 1910. 

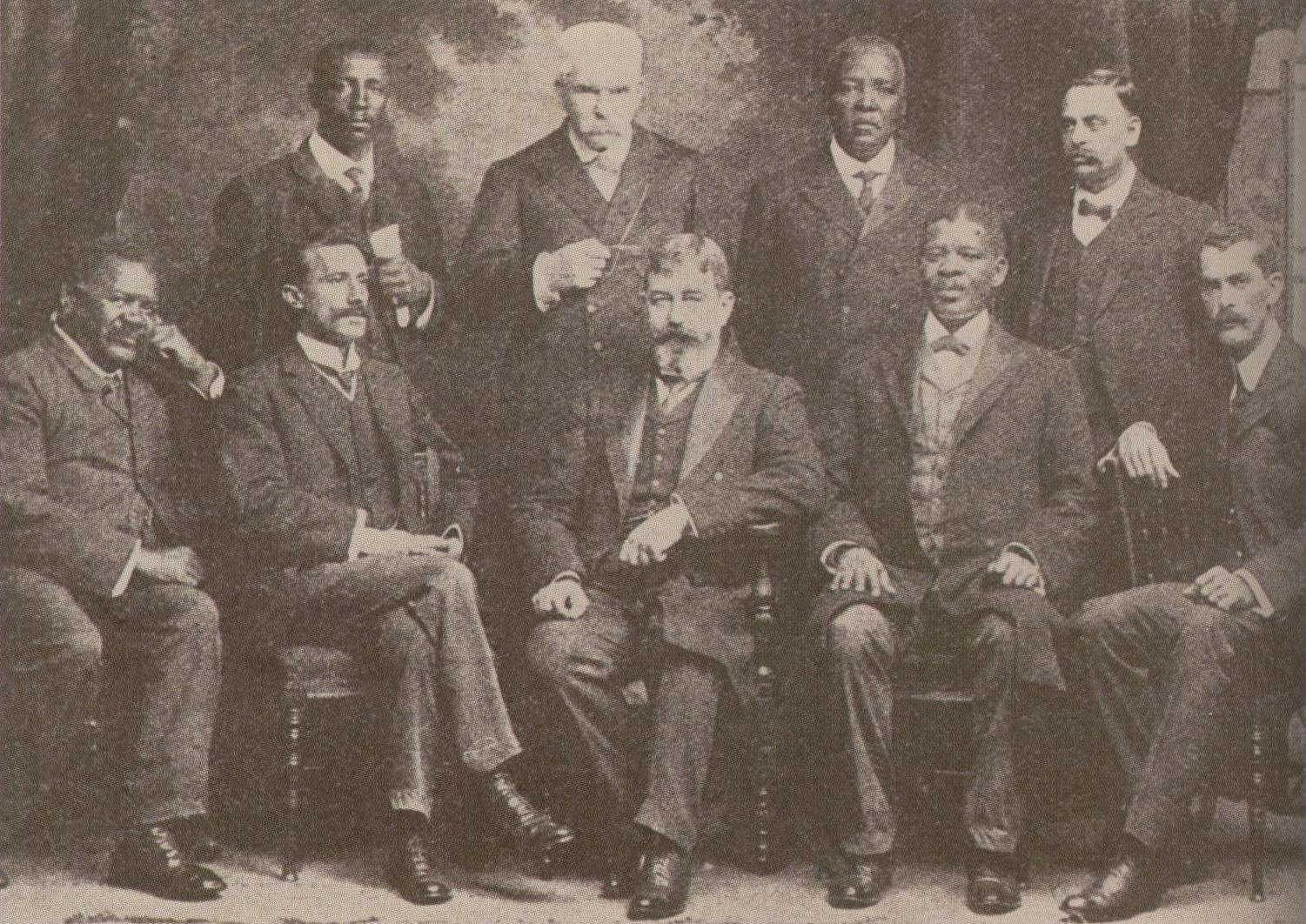
La contre-délégation sud-africaine dirigée par William Schreiner (au centre) comprenant au 1er rang John Tengo Jabavu, A. Abdurahman, William Schreiner, Walter Rubusana, Matt Fredericks et au second rang Thomas Mapikela, J. Gerrans, Daniel Dwanya et D.J. Lenders.

À cette date anniversaire de la fin de la guerre des Boers, la Colonie du Cap, rassemblée avec le Griqualand, le Stellaland et le Béchuanaland britannique, devenait la nouvelle province du Cap pour former l'union d'Afrique du Sud, au côté des provinces du Natal, du Transvaal et de l'État libre d'Orange, 
Le 31 mai 1961, l'Union céda la place à la république d'Afrique du Sud. La structure de base de la loi de 1909 continua néanmoins de rester en vigueur dans la loi constitutionnelle de 1961. Toutefois, les derniers vestiges législatifs et exécutifs de la loi de 1909 furent supprimés en 1983 lors de la promulgation d'une nouvelle Constitution instituant un régime présidentiel et un parlement tricaméral.

## L'armature de la constitution de 1909
Il fut décidé lors des travaux de la convention que la constitution sud-africaine ne serait pas rigide mais aisément modifiable par de simples lois à quelques exceptions près nécessitant des majorités qualifiées.
L'idée fédérale fut finalement rejetée et une solution unitaire fut adoptée.
Le choix de la capitale ne fut pas aisé mais un accord finit par donner à Pretoria le statut de capitale administrative, au Cap celle de capitale parlementaire et à Bloemfontein celle de capitale judiciaire.
Les débats furent aussi ardus sur le choix de la langue officielle et un compromis fut fait sur le choix du bilinguisme, à égalité de l'anglais et du néerlandais.
La question indigène fut peu abordée. Seuls 2 articles mentionnèrent explicitement les non-blancs. L'un pour maintenir la législation en vigueur dans les colonies dont la franchise électorale du Cap, l'autre pour garantir à une majorité qualifiée le droit de vote des métis du Cap et celui théorique au Natal.
Le droit de vote est accordé pour tous les hommes blancs âgés de plus de 21 ans, résidant en Afrique du Sud.

## Une démocratie parlementaire
Selon le South African Act, l'Union sud-africaine est composée de 4 provinces : la province du Cap, le Natal, le Transvaal et l'État libre d'Orange. Il est prévu que la Rhodésie du Sud et les protectorats britanniques du Swaziland, du Basutoland et du Béchuanaland puissent y être un jour incorporés.
Le pouvoir exécutif est dirigé nominativement par un gouverneur-général, nommé pour 5 ans par la Couronne. Il représente le Roi. La réalité du pouvoir appartient néanmoins au cabinet, présidé par un premier ministre, chef de la majorité parlementaire et responsable devant les assemblées. Le gouverneur peut convoquer, ajourner et dissoudre le parlement et convoquer de nouvelles élections générales.
Le pouvoir législatif est composé de deux chambres.
La chambre haute est le Sénat de 40 membres composés de huit membres nommés pour 10 ans par le gouverneur général et de 8 membres élus pour dix ans par chaque province (les conseils provinciaux et les représentants des provinces à l'assemblée). Un sénateur doit au moins avoir 30 ans révolus, avoir résidé au moins 5 ans en Afrique du Sud et être sujet britannique ou d'ascendance européenne.
La chambre basse est une assemblée composée de 121 membres. La répartition des sièges par province s'est faite en fonction du nombre de personnes inscrites sur les listes électorales des provinces. Au vu du dernier recensement de 1904, il y a ainsi 51 sièges pour la province du Cap (représentant 167 546 électeurs), 36 pour le Transvaal (représentant 106 493 électeurs), 17 pour le Natal (représentant 34 794 électeurs) et 17 pour l'État libre d'Orange (représentant 41 014 électeurs). Les députés sont élus pour 5 ans au suffrage universel masculin selon les modalités électorales établies dans chaque province. En l'occurrence, du fait des législations respectives de ces provinces, aucun Noir n'est électeur au Transvaal et dans l'État libre. Dans la province du Cap, les coloureds et les Noirs bénéficient d'une franchise électorale leur accordant le droit, sous conditions censitaires et d'alphabétisation, de participer au scrutin. 

Un recensement des populations d'origines européennes doit tous les 5 ans actualiser la répartition par province du nombre de sièges. Les députés doivent être des électeurs, avoir résidé plus de 5 ans en Afrique du Sud et être sujets britanniques ou d'ascendance européenne.
Le parlement vote les lois mais le gouverneur général peut réserver son agrément ou soumettre le texte à approbation royale. Chaque parlementaire doit prêter serment de fidélité au Roi avant de prendre siège. 
Le pouvoir judiciaire est indépendant et confié à une Cour Suprême dont les membres sont nommés à vie. Elle n'est pas qualifiée pour interpréter la Constitution. Le pouvoir judiciaire distingue les juridictions de 1re instance et celles d'appel. 
Dans chaque province, un administrateur représente le gouverneur général, préside un conseil exécutif de 4 membres, élus par le conseil provincial. Les membres de ce dernier sont élus par les électeurs de l'Union. Les pouvoirs des provinces se limitent au recouvrement des impôts directs, à l'émission d'emprunt, à l'éducation primaire et secondaire, à l'agriculture, aux hôpitaux, aux travaux publics, à la construction et l'entretien routier, aux marchés et pesages, à la réglementation de la chasse et de la pêche.

## Évolution
En 1923, les électeurs de Rhodésie du Sud refusent leur intégration dans l'Union sud-africaine. 
En 1926, le ministre de l'Intérieur, Daniel François Malan, fait amender la loi constitutionnelle pour insérer des articles disposant que les peuples d'Afrique du Sud reconnaissent la souveraineté de Dieu. Des articles relatifs au drapeau national et à l'hymne national sont ensuite insérés en 1928. 
En 1930, le droit de vote est accordé aux femmes. 
En 1936, la franchise accordée aux Noirs du Cap est supprimée.
Après quatre années d'intenses procédures judiciaires et législatives, la franchise électorale du Cap est modifiée en 1956. Dorénavant, les populations coloureds ne pourront plus élire que quatre représentants blancs sur des listes séparées.
Le serment d'allégeance est supprimé.